# 에트랑제 시리즈
에트랑제 시리즈(일본어: エトランゼシリーズ, L'étranger series→낯선이 시리즈)는 Kanna Kii 작화의 일본의 야오이 만화 시리즈이다. 첫 번째 책 해변의 에트랑제(海辺のエトランゼ)는 2013년부터 2014년까지 만화 잡지 온 블루(On BLUE)에 연재되었다. 이후 봄바람의 에트랑제(春風のエトランゼ)가 디지털 배급 플랫폼 렌타(Renta)에 의해 영어로 출간되었다. 애니메이션 영화로 각색된, 스튜디오 히바리 제작 작품 해변의 에트랑제는 2020년 9월 11일 초연되었다.

## 애니메이션 영화
《해변의 에트랑제》(일본어: 海辺のエトランゼ; 프랑스어: L' ETARNGER DU PLAGE)는 일본에서 제작된 오오하시 아키요 감독의 2020년 애니메이션, 멜로/로맨스 영화이다. 무라타 타이시 등이 주연으로 출연하였다.

### 출연
- 무라타 타이시 - 하시모토 슌 역
- 마츠오카 요시츠구 - 치바나 미오 역
- 시마무라 유우 - 사쿠라코 역
- 이토 카나에 - 에리 역
- 나카야 사야카 - 스즈 역

#### 우리말 녹음
- 심규혁: 하시모토 슌
- 이경태: 치바나 미오
- 김윤채: 스즈, 어린 미오, 슌 엄마
- 장미: 에리, 미야코, 어린 슌, 사케
- 문유정: 사쿠라코, 미오 엄마
- 김민주: 마마, 와다
- 최현수: 슌 아빠, 매니저